# Крмачина
Крмачина (словен. Krmačina) — поселення в общині Метлика, регіон Південно-Східна Словенія, Словенія.